# Militärversuchsamt
Das Militärversuchsamt war eine dem preußischen Kriegsministerium unterstehende Behörde mit Sitz in Berlin, die der preußischen Armee in „allen chemischen und physikalischen Fragen auf dem Gebiete der Schieß- und Sprengtechnik beratend und fördernd zur Seite stehen“ sollte. Es entstand im Jahr 1897 aus der 1889 gegründeten Zentralversuchsstelle für Explosivstoffe, die ab 1893 eine Behörde mit selbständiger Verwaltung war und 1896 in Versuchsstelle für Sprengstoffe umbenannt wurde.
Gegliedert war das Militärversuchsamt in zwei chemische, eine physikalische sowie ab 1902 eine mechanisch-technische Abteilung. Bis 1905 waren die wissenschaftlichen Mitarbeiter und Ingenieure als Zivilbeamte beschäftigt, danach erfolgte die Anstellung in einem Militärbeamtenverhältnis im Rang eines Offiziers. Die Zahl der Mitarbeiter lag vor dem Ersten Weltkrieg bei 61, darunter 16 Wissenschaftler, und stieg während des Krieges auf rund 230, davon 52 Wissenschaftler. Die Aktivitäten umfassten vor allem die Entwicklung, Materialprüfung und Beratung im Bereich der Explosivstoffe.
Nach dem Ende des Krieges entstand aus dem Militärversuchsamt im April 1920 die Chemisch-Technische Reichsanstalt, welche dem Reichsministerium des Innern unterstand und eine Vorläufereinrichtung der gegenwärtig bestehenden Bundesanstalt für Materialforschung und -prüfung war.